# Ignacio Miramón
Juan Ignacio Miramón (San Carlos de Bolívar, 12 de junio de 2003) es un futbolista profesional argentino que juega como mediocampista defensivo en el Club Atlético Boca Juniors de la Primera División de Argentina.

## Trayectoria
Ignacio Miramón dejó el Club Balompié de Bolívar para unirse a Gimnasia y Esgrima La Plata en 2019. Fue ascendido a su primer equipo para el entrenamiento de pretemporada en agosto de 2020 por el técnico Diego Maradona. 
Hizo su debut no oficial en un amistoso con San Lorenzo el 30 de septiembre de 2020. Después de haber jugado más en la pretemporada, Miramón estuvo en el banquillo oficial en ocho ocasiones, durante la Copa de la Liga Profesional 2020. Tras quedar sin jugar en la primera jornada de la Copa de la Liga Profesional 2021 ante Boca Juniors, Miramón hizo su debut absoluto el 19 de febrero de 2021, durante una victoria sobre Talleres de Córdoba. Reemplazó a Eric Iván Ramírez con dieciocho minutos para el final.En el 19 de marzo de 2023, ya siendo titulares varios  partidos jugó su primer clásico contra Estudiantes de La Plata, que ganarían 2-1 luego de 13 años.
El 7 de agosto de 2023, se confirmó el traspaso de Miramón al Lille O. S. C. de la Ligue 1.
Gimnasia y Esgrima La Plata y Lille O. S. C. de Francia llegaron a un acuerdo para quedarse con la ficha de Ignacio Miramón, quien será vendido por una cifra que rondará los 8 millones de dólares, con una plusvalía a futuro del 15%.

## Selección nacional

### Participaciones en Copas del Mundo
| Mundial                  | Sede      | Resultado        | Partidos | Goles |
| ------------------------ | --------- | ---------------- | -------- | ----- |
| Copa Mundial Sub-20 2023 | Argentina | Octavos de final | 2        | 0     |

## Estadísticas

### Clubes
- Actualizado al último partido jugado el 19 de abril de 2025.

| Club                              | Div.                | Temporada           | Liga  | Liga  | Liga   | Copas nacionales | Copas nacionales | Copas nacionales | Copas internacionales | Copas internacionales | Copas internacionales | Total | Total | Total  | Media goleadora |
| Club                              | Div.                | Temporada           | Part. | Goles | Asist. | Part.            | Goles            | Asist.           | Part.                 | Goles                 | Asist.                | Part. | Goles | Asist. | Media goleadora |
| --------------------------------- | ------------------- | ------------------- | ----- | ----- | ------ | ---------------- | ---------------- | ---------------- | --------------------- | --------------------- | --------------------- | ----- | ----- | ------ | --------------- |
| Gimnasia y Esgrima (LP) Argentina | 1.ª                 |                     |       |       |        |                  |                  |                  |                       |                       |                       |       |       |        |                 |
| Gimnasia y Esgrima (LP) Argentina | 1.ª                 | 2021                | —     | —     | —      | 3                | 0                | 0                | —                     | —                     | —                     | 3     | 0     | 0      | 0               |
| Gimnasia y Esgrima (LP) Argentina | 1.ª                 | 2022                | 1     | 0     | 0      | —                | —                | —                | —                     | —                     | —                     | 1     | 0     | 0      | 0               |
| Gimnasia y Esgrima (LP) Argentina | 1.ª                 | 2023                | 21    | 0     | 0      | 1                | 0                | 0                | 5                     | 0                     | 0                     | 27    | 0     | 0      | 0               |
| Gimnasia y Esgrima (LP) Argentina | Total club          | Total club          | 22    | 0     | 0      | 4                | 0                | 0                | 5                     | 0                     | 0                     | 31    | 0     | 0      | 0               |
| Lille O. S. C. Francia            | 1.ª                 |                     |       |       |        |                  |                  |                  |                       |                       |                       |       |       |        |                 |
| Lille O. S. C. Francia            | 1.ª                 | 2023-24             | 2     | 0     | 0      | 1                | 0                | 0                | 1                     | 0                     | 0                     | 4     | 0     | 0      | 0               |
| Lille O. S. C. Francia            | Total club          | Total club          | 2     | 0     | 0      | 1                | 0                | 0                | 1                     | 0                     | 0                     | 4     | 0     | 0      | 0               |
| Boca Juniors Argentina            | 1.ª                 |                     |       |       |        |                  |                  |                  |                       |                       |                       |       |       |        |                 |
| Boca Juniors Argentina            | 1.ª                 | 2024                | 15    | 0     | 0      | 2                | 0                | 0                | —                     | —                     | —                     | 17    | 0     | 0      | 0               |
| Boca Juniors Argentina            | 1.ª                 | 2025                | 3     | 0     | 0      | 0                | 0                | 0                | 0                     | 0                     | 0                     | 3     | 0     | 0      |                 |
| Boca Juniors Argentina            | Total club          | Total club          | 18    | 0     | 0      | 2                | 0                | 0                | 0                     | 0                     | 0                     | 20    | 0     | 0      | 0               |
| Total en su carrera               | Total en su carrera | Total en su carrera | 42    | 0     | 0      | 7                | 0                | 0                | 6                     | 0                     | 0                     | 55    | 0     | 0      | 0               |
| 1. 2. 3.                          |                     |                     |       |       |        |                  |                  |                  |                       |                       |                       |       |       |        |                 |